# De Hallen (Amsterdam)
De Hallen is een cultureel centrum in de Kinkerbuurt in Amsterdam-West, met meer dan twee miljoen bezoekers per jaar. Deze voormalige tramremise in het hart van Amsterdam-West huisvest een diversiteit aan creatieve bedrijven en talenten, zoals de FilmHallen, FoodHallen, De Hallen Studio’s, diverse winkels met producten van lokale makers zoals The Maker Store en NOWA & Nature Bar, een hotel, een kinderopvang, fietsenwinkel Recycle, galerie Beeldend Gesproken en en een van de meest drukbezochte vestigingen van de Openbare Bibliotheek Amsterdam met lees café Belcampo, 
De openbare Passage verbindt alle ruimtes in het gebouwencomplex, waar doorlopend activiteiten en exposities worden georganiseerd van lokale talenten.  
Het centrum is gevestigd in de voormalige Remise Tollensstraat van de Gemeentetram Amsterdam, gebouwd in 1902-'05 en is tot 1996 in gebruik geweest bij het Gemeentevervoerbedrijf Amsterdam, daarna waren de gebouwen nog in gebruik bij diverse huurders, waaronder tot 2005 het Amsterdams Openbaar Vervoer Museum. Het complex is gelegen tussen de Kinkerstraat, Bilderdijkkade, Bellamyplein en Ten Katestraat.

## De Hallen

### Herontwikkeling
In 2005 werd het complex ontruimd in opdracht van het toenmalig stadsdeel Oud-West, dat haast wilde maken met de verwezenlijking van plannen om het te verbouwen tot een cultureel centrum 'De Hallen voor Amsterdam-West', inclusief theater en bibliotheek. Sindsdien stond het complex zeven jaar leeg.
Eind 2011 werd bekend dat stadsdeel West de stichting TROM heeft aangewezen als partij om Tramremise De Hallen te ontwikkelen. Daarmee is het plan van Lingotto, dat in opdracht van het voormalige stadsdeel Oud-West was gemaakt, afgevallen. TROM (TramRemise OntwikkelingsMaatschappij) is ontstaan op initiatief van leden van de 'klankbordgroep' van buurtbewoners, de architect André van Stigt en het bedrijf Burgfonds. Op 27 november 2012 kwam het groene licht van het stadsdeel, de financiering was rond.
De renovatie werd bekroond met de Pieter van Vollenhovenprijs.

### Voorzieningen
Begin 2013 startte de verbouwing die twee jaar ging duren. Op 5 april 2014 werd het eerste fase van de renovatie afgesloten en het meest zuidelijke deel, de Hannie Dankbaarpassage voor het publiek geopend met daaraan het filiaal van de Openbare Bibliotheek en de kunstuitleen Beeldend Gesproken. Het Hotel De Hallen aan het Bellamyplein opende in de zomer van 2014. In september 2014 opende de Filmhallen, waarin ook een zaal is ingericht met het interieur van de vroegere Cinema Parisien, die aan de Nieuwendijk stond. De zaal was jarenlang ondergebracht in het Nederlands Filmmuseum in het Vondelparkpaviljoen en vindt nu zijn derde locatie. Behalve het hotel liggen alle instellingen en bedrijven aan de passage die evenwijdig aan de Kinkerstraat loopt. In februari 2015 was de metamorfose van het complex voltooid. 

### Televisiestudio
Het complex werd ook voorzien van een studio. Vanuit deze studio werden diverse programma's uitgezonden. In 2022 en 2025 kwam Moltalk, de nabeschouwing van Wie is de Mol?, vanuit de studio. Dit programma werd normaal gesproken uitgezonden vanuit het Vondelparkpaviljoen, maar kon daar deze jaren niet terecht. In 2022 vanwege een verbouwing na het vertrek van de AVROTROS uit het Vondelparkpaviljoen en in 2025 omdat het Vondelparkpaviljoen dat jaar door IDFA werd gebruikt als Documentairepaviljoen. Ook de openingsscène van seizoen 23 van Wie is de Mol? werd hier opgenomen. Ook andere programma's maakte uitzendingen vanuit de studio, waaronder RTL Late Night met Twan Huys, College Tour en Podium Klassiek. Sinds 2 september 2024 zendt de AVROTROS het dagelijkse cultuur- en actualiteitenprogramma Eva uit vanuit de studio. Ook Moltalk, een programma van dezelfde omroep, maakt sinds 2025 weer gebruik van diezelfde studio. Hier was dat jaar ook de finale van Wie is de Mol?. Deze vond voorheen vaak plaats in het Vondelpark. Wel is het dan voorzien van een andere tafel en visuals.

## Fotogalerij

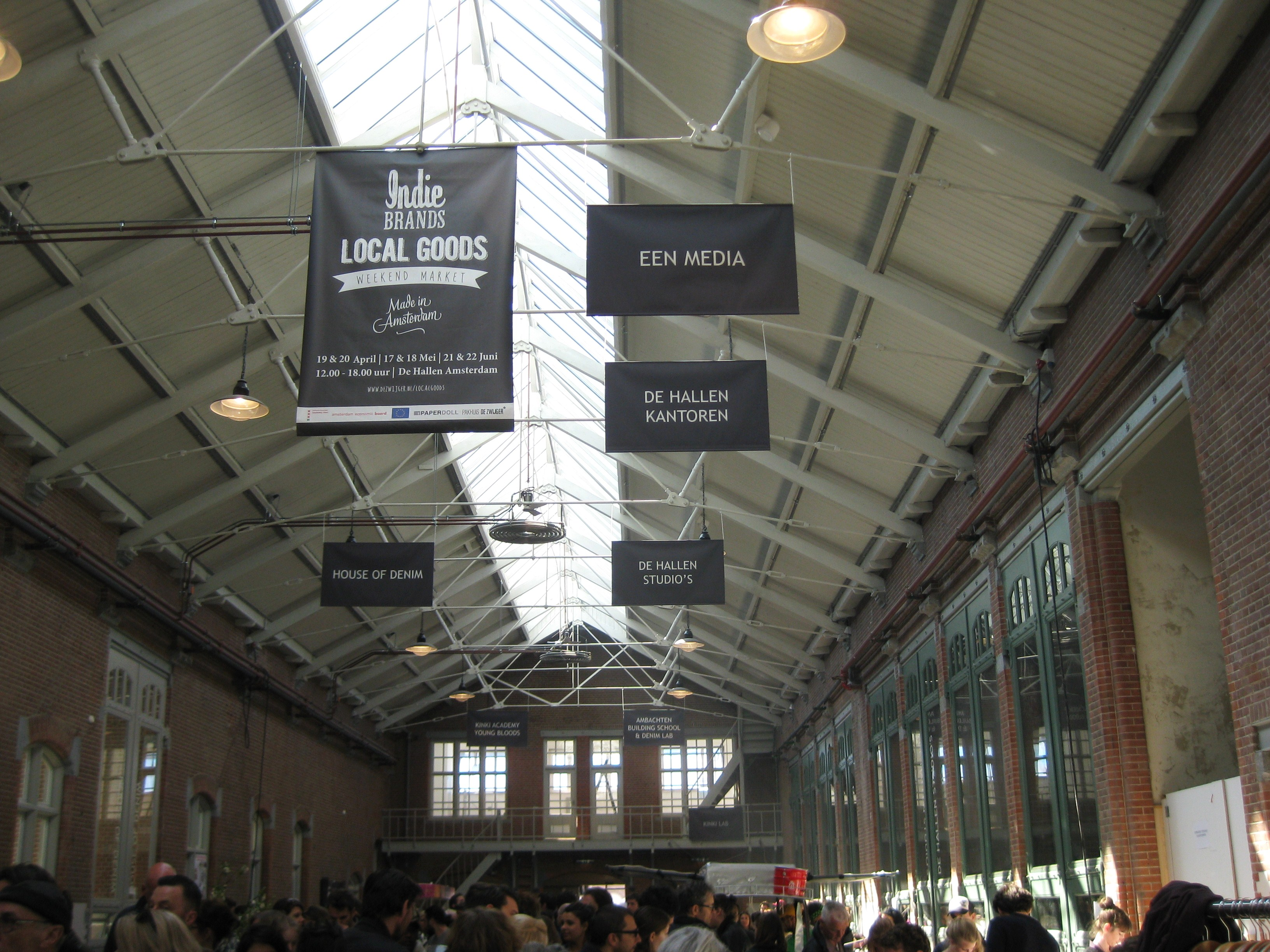
Passage
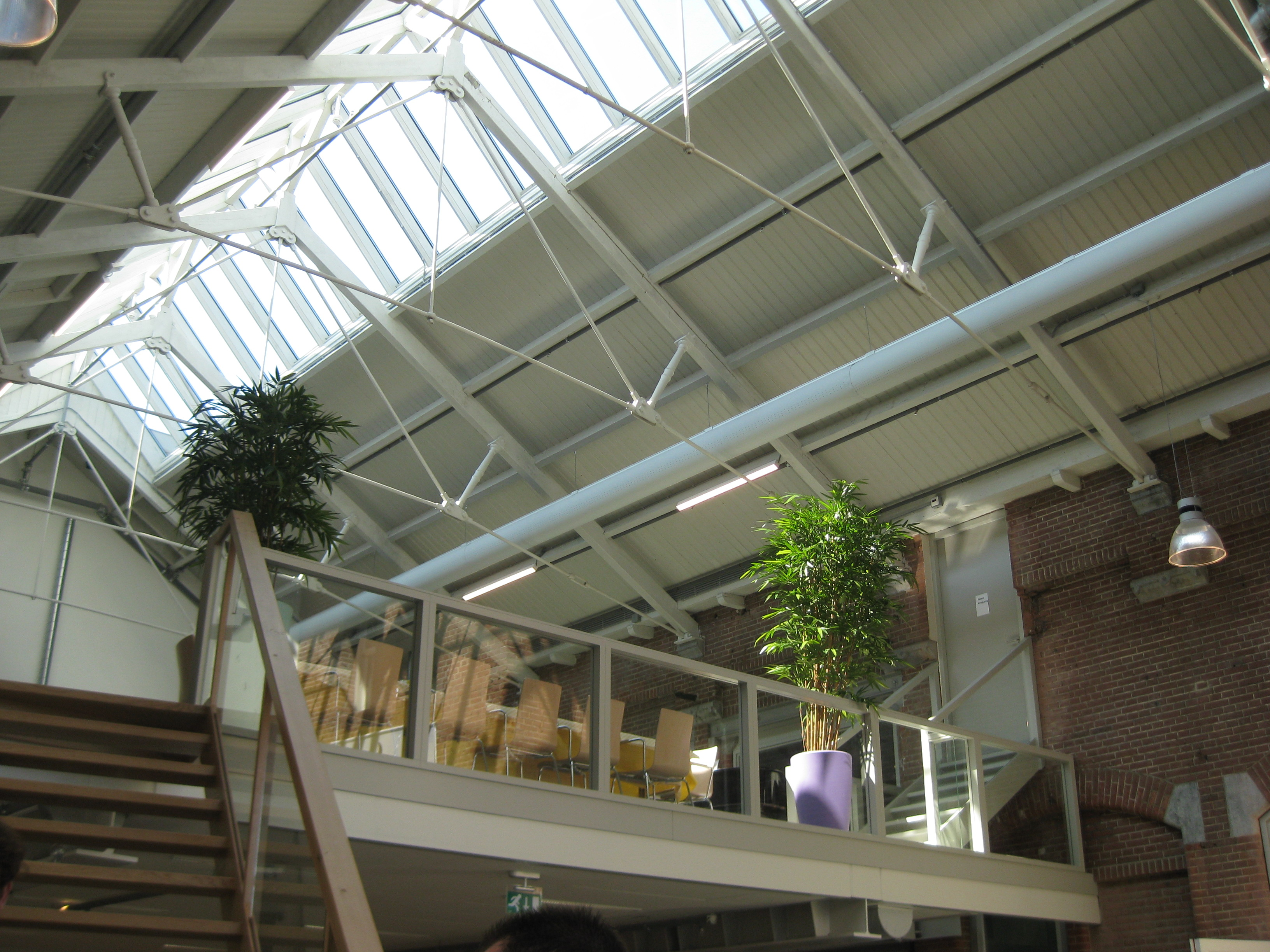
Bibliotheek
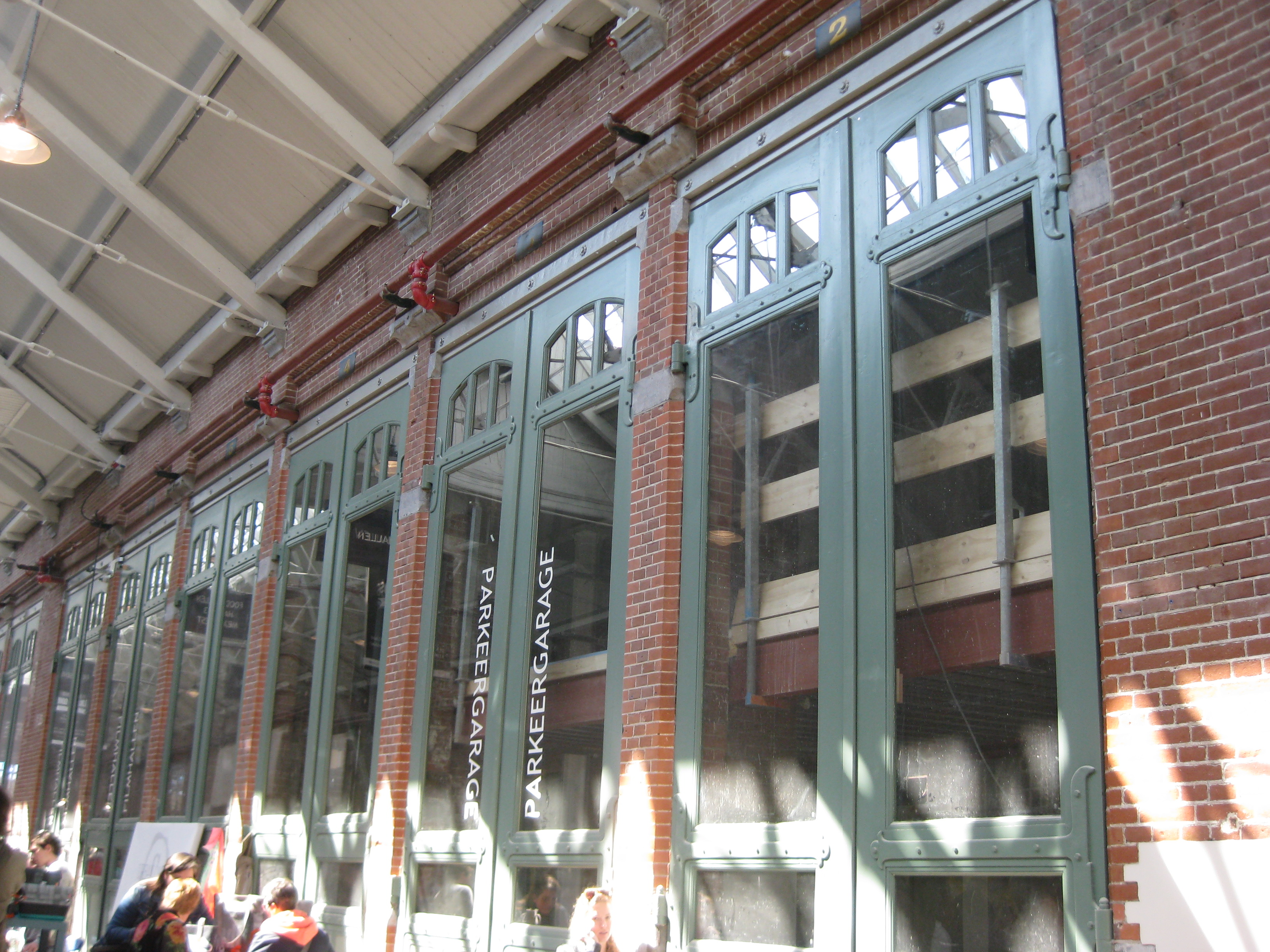
Parkeergarage
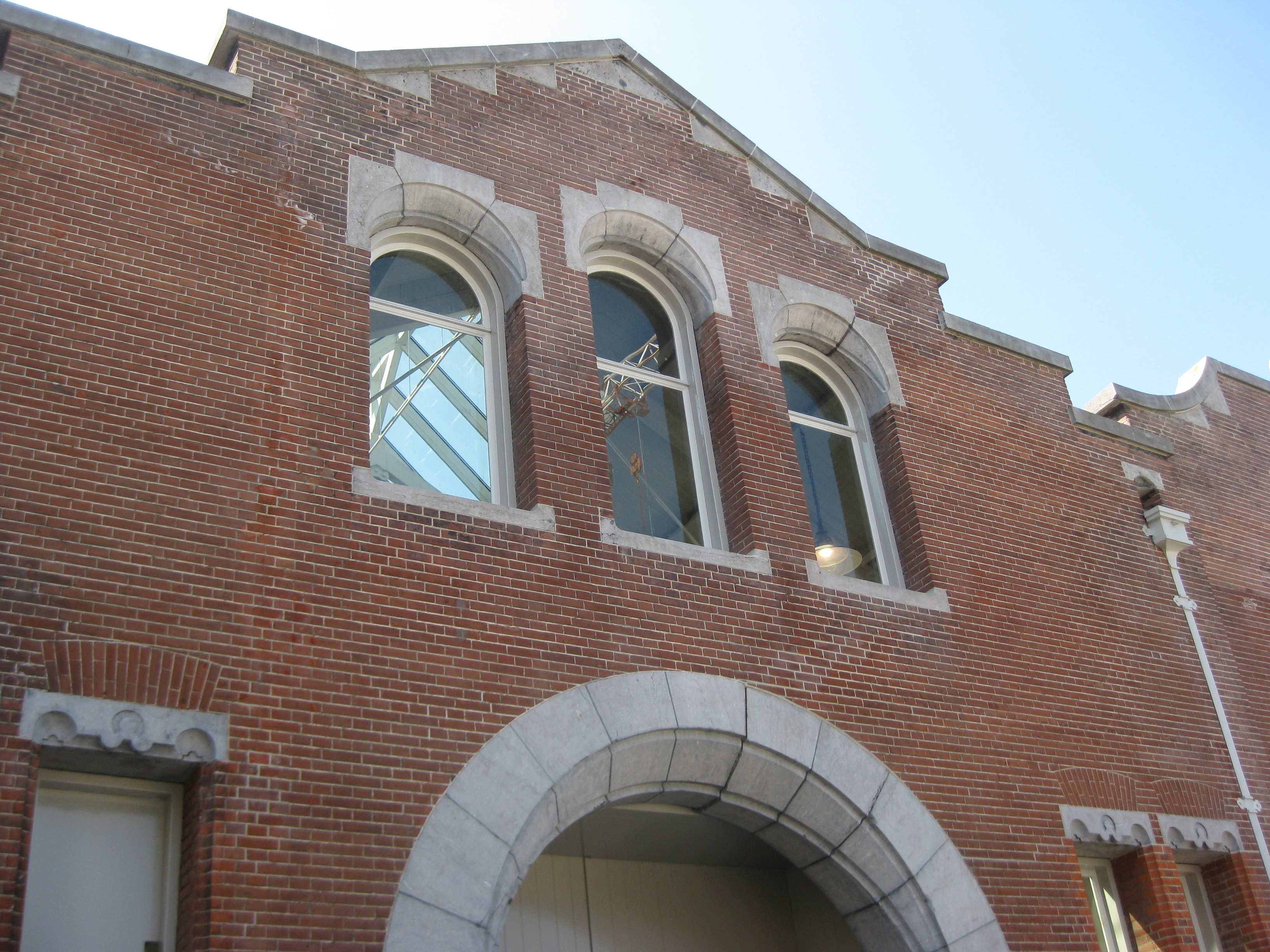
Voorgevel linker hal